# Л’Аквила
Л’Аквила (итал. L'Aquila) познати је град у Италији. Л’Аквила је управно средиште покрајине Абруцо у средишњем делу државе и главни град истоименог Округа Л’Аквила. Међутим, она није највећи град и привредно „срце” покрајине, већ је то приморска Пескара.
Л’Аквила је позната као највиши већи град у средишњој Италији.

## Порекло назива
Л’Аквила на италијанском језику значи „орао”.

## Географија
Л’Аквила се налази у средишњој Италији. Од престонице Рима град је удаљен 120 км североисточно, а од Пескаре 200 км западно.
Рељеф: Л’Аквила се развила на веома високо постављеној висоравни у средишњим Апенинима. Надморска висина града је око 710-720 м надморске висине. Град је окружен највишим веховима Апенина, а 15ак километара источно од града налази се Гран Сасо (2.912 м н. в.), највиши врх Апенинског полуострва.
Клима: Клима у Л’Аквили је умерено континентална због знатне надморске висине. Она је много оштрија него у градовима у окружењу, који су близу мора и на мањој надморској висини. Снег у граду је редовна зимска појава, што је веома ретко у средишњој Италији.
Воде: Л’Аквила је постављена веома високо и стога град нема већих водотока, већ кроз град протиче неколико малих потока.

## Историја
Насеље на овом месту се први пут јавља у 13. веку. Владари из Краљевства Две Сицилије изградили су насеље опасано масивним зидинама у тежњи да осигурају власт у овом крајње пограничном делу своје краљевине. Град, као веома утврђено и стога сигурно место, је убрзо постао важно политичко средиште Краљевства Две Сицилије.
Л’Аквила је припојена 1860. године новооснованој Италији. Одмах је постала главни град покрајине Абруцо и Молизе, касније само Абруцо.
Током историје град су често потресали земљотреси. Град је 2009. године тешко разорио земљотрес јачине 6,3 степени Рихтерове скале.

## Становништво
Према резултатима пописа становништва 2011. у општини је живело 66.964 становника.
| 1931.  | 1936.  | 1951.  | 1961.  | 1971.  | 1981.  | 1991.  | 2001.  | 2011.  |
| ------ | ------ | ------ | ------ | ------ | ------ | ------ | ------ | ------ |
| 51.174 | 51.160 | 54.633 | 56.019 | 60.131 | 63.678 | 66.813 | 68.503 | 66.964 |

2008. године. Л’Аквила је имала око 73.000 становника, 1,5 пута више у односу на почетак 20. века.
Град данас има значајан удео имигрантског становништва, досељеника из свих крајева свега (близу 10% градског становништва).

## Партнерски градови
- Баалбек
- Бистрица
- San Carlos de Bariloche
- Bernalda
- Сијена
- Фођа
- Sant'Angelo d'Alife
- Куенка
- Хобарт
- Ротвајл
- Зјелона Гора
- York

## Галерија
- Катедрала св. Масима
- Црква св. Марије ди Колемађо
- Градски замак, данас Народни музеј
- Градско позориште